# Estación Ruoholahti

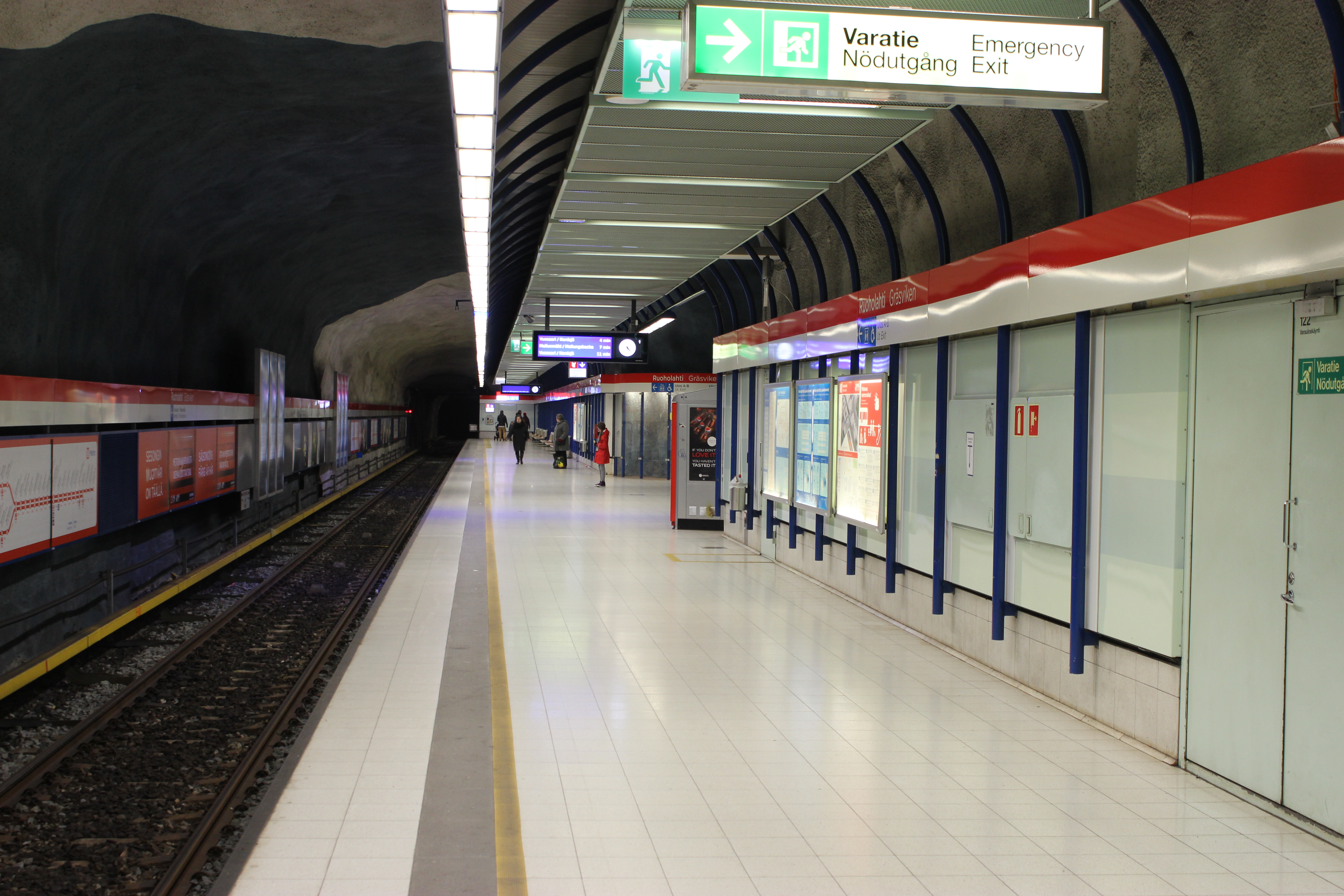
Estación Ruoholahti.

La Estación Ruoholahti (en finlandés Ruoholahden metroasema; en sueco Metrostationen Gräsviken) es una estación del Metro de Helsinki. Sirve al distrito de Ruoholahti en el suroeste del centro de la ciudad. Ruoholahti actualmente es la estación más al oeste del sistema, y lo seguirá siendo hasta que la conexión con Espoo conocida como Länsimetro (Metro del Oeste) sea terminada. 
La estación fue abierta el 16 de agosto de 1993 y fue diseñada por Jouko Kontio y Seppo Kilpiä. Se encuentra aproximadamente a 1,6 kilómetros de la siguiente estación, Kamppi.
- Datos: Q1775886
- Multimedia: Ruoholahti metro station / Q1775886